# Estado de Xirvão
Estado de Xirvão (em russo:  Ширванского государства, transl. Shirvanskogo gosudarstva) foi um Estado medieval na região do Xirvão, conhecido na literatura histórica pelo título de seus governantes, os "xás de Xirvão" - Estado dos xás de Xirvão (em árabe: شروانشاهان, translit. Shirvanshahan; em russo:  Государство Ширваншахов, transl. Gosudarstvo Shirvanshakhov; em armênio/arménio:  Շիրվանշահերի պետություն, transl. Shirvanshaheri petut’yun; em azeri:  Şirvanşahlar dövləti), um dos grandes estados feudais medievais do Cáucaso.
Separou-se do Califado Abássida como um estado independente em 861. Em vários períodos, o poder dos xás de Xirvão também se estendeu aos vizinhos Arrã e Derbente. Sob xá de Xirvão Ibraim I (1382-1417), Xirvão tornou-se um forte estado independente. No início de 1500, sob o xá Ismail I, Xirvão estava subordinado ao Estado safávida. O Estado dos xás de Xirvão foi finalmente liquidado em 1538 pelo Xá Tamaspe I, após a supressão da rebelião de xá de Xirvão Xaruque.
A capital era Shamakhi, do final do século XII, Bacu.